# Gazella bilkis
La gazzella dello Yemen (Gazella bilkis Groves e Lay, 1985), nota anche come gazzella della Regina di Saba, è una specie estinta di gazzella, talvolta considerata una sottospecie della gazzella d'Arabia, anch'essa estinta; deve l'epiteto specifico al nome col quale nel Corano viene indicata la Regina di Saba, Bilqis. Viveva sui monti e sulle pendici collinari dello Yemen, ma non viene più avvistata dal 1951, quando ne vennero abbattuti cinque esemplari sui monti presso Ta'izz, regione dove a quei tempi era considerata comune.
Da allora non è più stato abbattuto o avvistato nessun esemplare di questa specie, così come non è più stata raccolta alcuna testimonianza su di essa. Sopralluoghi effettuati successivamente nelle regioni un tempo appartenenti al suo areale non sono state in grado di trovare alcun segno indicante la sua presenza.
Nel 1985, nella Al Wabra Wildlife Farm, un allevamento privato del Qatar, venne scattata una foto raffigurante alcune gazzelle. Lo zoologo Colin Groves affermò che quegli animali potessero essere esemplari sopravvissuti di gazzella dello Yemen. Tuttavia, non è mai stato possibile verificare con certezza questa ipotesi.